# Дравіт
Драві́т — мінерал, боросилікат алюмінію з групи турмаліну.

## Опис

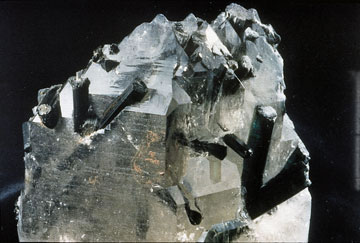
Чорний кристал дравіту у осадовій породі

Багатий на магній. Хімічна формула: 3[NaMg3Al6(BO3)3Si6O18(OH, F)4]. Містить (%): Na2О — 3,2; MgO — 12,6; Al2О3 — 31,9; B2O3 — 10,9; SiO2 — 37,6; H2О — 3,8. Сингонія тригональна. Призматичні кристали з трикутним або гексагональним поперечним перетином. Масивні, стовпчасті, паралельно-призматичні та радіально-променисті агрегати. Твердість 7-7,5. Густина 3,03-3,15. Блиск скляний до смолистого. Колір коричневий до чорного. Прозорий до напівпрозорого.
Зустрічається у метаморфічних або метасоматичних багатих кальцієм породах. Асоціює з датолітом й аксинітом. Знайдений у Каринтії (Австрія) та в районі Гувернера (штат Нью-Йорк, США).